# Sergio Daniel Escudero
Sergio Escudero  (Punta Alta, 12 de abril de 1983), es un futbolista argentino que se desempeña como lateral izquierdo en el Club Villa Mitre, del Torneo Federal A.
Surgido de las divisiones menores del club Sporting (PA). Es hermano del exfutbolista y actual entrenador Marcelo Escudero. Es el penúltimo de 13 hermanos (9 varones y 4 mujeres). Hijo de Herminia y José Cayetano.

## Trayectoria
Estuvo desde el 1996 hasta el 2000 en las inferiores de River Plate. Luego regresó a Sporting, y en el 2003 pasó a Racing de Olavarría. Más tarde pasó a Alvarado. En 2005 llegó a Olimpo. Posteriormente a un grande del fútbol argentino, Independiente, donde no tuvo un buen paso y se mantuvo un campeonato.
Se destacó principalmente en Argentinos Juniors y en la Copa Sudamericana 2008, en la que el club llegó hasta semifinales eliminando en una ronda anterior al Palmeiras de Brasil, donde fue autor de un gol.
Luego fue adquirido por el club Corinthians de Brasil, en donde compartió el plantel con Roberto Carlos y Ronaldo. Con algunas lesiones a cuestas y debido a su juego extremadamente fuerte, luego de un año en el exterior, volvió a Argentinos Juniors. Luego de ser operado de rotura de ligamentos, habiéndose recuperado satisfactoriamente, fue designado capitán del equipo el año 2012.
En el segundo semestre de 2012 llegó al Coritiba. A principios de 2014 fue fichado por Criciuma, para la disputa de la Campeonato Brasileño de Fútbol. A mediados de ese año, volvió a Independiente, a pedido del director técnico Sergio Almirón.
En 2015, fue fichado por Belgrano, cedido por un año, que a finales de ese año no le renovó el contrato.
Luego de ese paso por Córdoba, en 2016 firmó por un año con Quilmes. Una vez terminada la temporada y consumado el descenso del equipo, rescindió el contrato. 

## Clubes
| Club                 | País                | Año                 | PJ   | G  | Prom. |
| -------------------- | ------------------- | ------------------- | ---- | -- | ----- |
| Racing (O)           | Argentina           | 2003                | ?    | 1  | ?     |
| Alvarado             | Argentina           | 2004                | ?    | 0  | 0,00  |
| Olimpo               | Argentina           | 2005 - 2006         | 22   | 1  | 0,04  |
| Independiente        | Argentina           | 2007                | 8    | 0  | 0,00  |
| Argentinos Juniors   | Argentina           | 2007 - 2008         | 50   | 2  | 0,04  |
| Corinthians          | Brasil              | 2009 - 2010         | 11   | 0  | 0,00  |
| Argentinos Juniors   | Argentina           | 2010 - 2012         | 51   | 1  | 0,01  |
| Coritiba             | Brasil              | 2012 - 2013         | 43   | 1  | 0,02  |
| Criciuma             | Brasil              | 2014                | 20   | 1  | 0,05  |
| Independiente        | Argentina           | 2014                | 3    | 0  | 0,00  |
| Belgrano             | Argentina           | 2015                | 14   | 3  | 0,21  |
| Quilmes              | Argentina           | 2016 - 2017         | 5    | 0  | 0,00  |
| Argentino de Quilmes | Argentina           | 2017 - 2018         | 13   | 0  | 0,00  |
| Deportivo Español    | Argentina           | 2018                | 9    | 0  | 0,00  |
| Villa Mitre          | Argentina           | 2019                | 0    | 0  | 0,00  |
| Liniers (BB)         | Argentina           | 2020 - 2021         | 7    | 1  | 0,14  |
| Total en su carrera  | Total en su carrera | Total en su carrera | +256 | 11 | ?     |

## Palmarés

### Torneos estaduales
| Título                | Club        | Estado    | Año  |
| --------------------- | ----------- | --------- | ---- |
| Campeonato Paulista   | Corinthians | San Pablo | 2009 |
| Campeonato Paranaense | Coritiba    | Paraná    | 2013 |

### Torneos nacionales
| Título          | Club        | Estado    | Año  |
| --------------- | ----------- | --------- | ---- |
| Torneo Apertura | Olimpo      | Argentina | 2006 |
| Copa de Brasil  | Corinthians | Brasil    | 2009 |